# Instituto Aerotécnico
Das Instituto Aerotécnico  war eine staatliche argentinische Forschungseinrichtung zur Luftfahrttechnik. Es wurde am 20. Oktober 1943 durch Gesetzesbeschluss gegründet, um unter einem Dach die führenden Köpfe der Luftfahrtforschung, Luftfahrtentwicklung und Konstruktion zu vereinen. Es unterstand ursprünglich der Generaldirektion für Materialbeschaffung der Fuerza Aérea Argentina. Im Wesentlichen bestand das Institut aus denselben Personen, denselben Einrichtungen und den Mitteln wie die Fábrica Militar de Aviones in Córdoba. Das Institut spielte eine wichtige Rolle bei der luftfahrttechnischen Entwicklung Argentiniens. Einen erheblichen Anteil an den Arbeiten des Instituts hatten Kurt Tank, Reimar Horten und Émile Dewoitine. Das Institut wurde 1954 in Industrias Aeronáuticas y Mecánicas del Estado (I.A.M.E.) umbenannt und später Teil der Direccion National de Fabricaciones e Investigaciones Aeronauticas (DINFIA).